# Oktáv
Az oktáv (latin octava = 'nyolcadik') a zenében a diatonikus hangsor nyolcadik fokát jelenti, illetve azt a hangközt, amely az első fokot a nyolcadiktól elválasztja. Jelölheti még az egy oktáv hangközön belüli hangok összességét is. Az oktávhang frekvenciája kétszerese az alaphangnak, ez 1200 cent hangköznek felel meg.
Az oktáv a prím fordított, inverz hangköze, tehát az a hangköz, amely azt oktávra egészíti ki.
A zenei hang első felhangja az oktáv, tehát ha egy hang és annak oktávja együtt szól, azokat a fülünk egyáltalán nem, vagy csak alig tudja egymástól elkülöníteni, hangszínként érzékeli. Ezért szokás az oktávot (a prím után) a legkonszonánsabb hangköznek tekinteni. Az oktávhangot ugyanazzal a hangnévvel jelölik, mint az alaphangot.
Az oktáv a legfontosabb, legalapvetőbb hangköze a zenének, minden nyugati hangsor az oktávnak kisebb hangközökre való felosztásán alapul. Jele: T8  tiszta oktáv.

## Oktáv a fizikában
Két rezgés frekvenciája között egy oktáv a különbség, ha ez egyik rezgés frekvenciája a másik rezgés frekvenciájának a kétszerese, vagy a fele.
Vagyis f1 és f2 között 1 oktáv a különbség ha
- {\displaystyle f_{2}=2f_{1}\lor f_{1}=2f_{2}}
- {\displaystyle f_{1}={\frac {f_{2}}{2}}\lor f_{2}={\frac {f_{1}}{2}}}

Ugyanez igaz a két rezgés által keltett hullámok hullámhosszára is:
- {\displaystyle \lambda _{2}=2\lambda _{1}\lor \lambda _{1}=2\lambda _{2}}
- {\displaystyle \lambda _{1}={\frac {\lambda _{2}}{2}}\lor \lambda _{2}={\frac {\lambda _{1}}{2}}}

## Példa
- Az A jó lovas katonának de jól vagyon dolga kezdetű dal első felugró hangköze oktáv (a szövegben vastagítással jelölve).